# Al-Bab

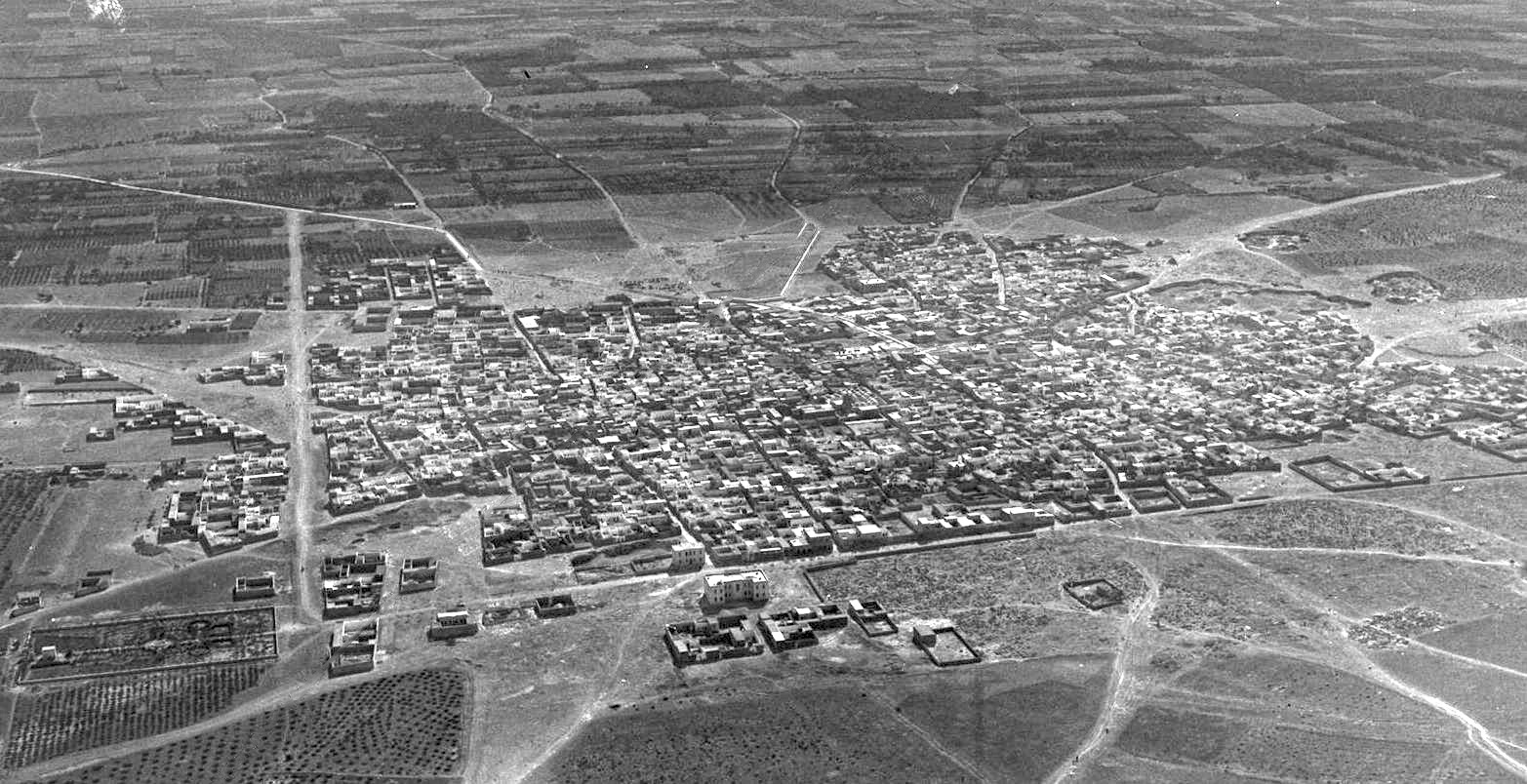
Blick auf Al-Bab

Al-Bab (arabisch الباب, DMG al-Bāb ‚das Tor‘) ist eine Stadt im Gouvernement Aleppo im Nordwesten von Syrien mit etwa 63.000 Einwohnern (Schätzung 2004). Die Stadt ist der Sitz des gleichnamigen, rund 4000 Quadratkilometer großen Verwaltungsbezirks.

## Geographie
Al-Bab liegt 35 Kilometer nordöstlich von Aleppo abseits der weiter nach Manbidsch führenden Straße. Aus antiker Zeit sind keine Reste mehr vorhanden. Der Ort wurde um 1860 im Grenzbereich zu einem alten syrischen Siedlungsgebiet neu gegründet. 1970 wurde die Einwohnerzahl auf 32.000 geschätzt.
Seit etwa 1960 wird in verstärktem Maß das Grundwasser in der baumlosen Ackersteppe erschlossen. Zuvor war nur der Anbau von Wintergetreide im Wechsel mit Brache möglich. In der Umgebung wird nun durch Dieselpumpen bewässerte Landwirtschaft betrieben. Für den Bedarf von Aleppo werden vor allem Gemüse (Tomaten, Auberginen) und Granatäpfel angebaut.
Die Stadt ist ein wichtiges regionales Handels- und Handwerkszentrum mit einem lebendigen Souq.

## Geschichte
Im Verlauf des Syrischen Bürgerkriegs wurde die Stadt im September 2013 von der Terrormiliz Islamischer Staat eingenommen. Am 11. September 2013 bombardierten Flugzeuge der syrischen Luftwaffe ein Feldlazarett in al-Bab, was Angriffe von Bewohnern und Angehörigen der Freien Syrischen Armee auf das Hauptquartier der IS-Miliz zur Folge hatte.
Im Februar 2017 gelang es einer türkischen Militäroffensive gemeinsam mit Milizen der von der Türkei kommandierten Freien Syrischen Armee Al-Bab von der Terrormiliz Islamischer Staat zu befreien. Die Kämpfe um die Stadt hatten im November 2016 begonnen.